# Міжнародний день сім'ї
Міжнаро́дний день сім'ї́ (офіційно — Міжнародний день сімей) — міжнародний день, що відзначається в системі Організації Об'єднаних Націй. Цей день щорічно святкується 15 травня, в Україні під назвою День сім'ї з 2024 року.

## Історія
У 1989 році Асамблея ООН проголосила 1994 рік Міжнародним роком сім'ї. Мета — поглиблення розуміння питань родини, об'єднання можливостей різних країн для розв'язання всіх найсерйозніших питань, пов'язаних із сім'єю. Запровадження свята було викликано стурбованістю світової спільноти сучасним становищем родини та її значенням у процесі виховання покоління, що підростає.
Отже, 20 вересня 1993 року відповідно до резолюції Генеральної Асамблеї ООН було запроваджено Міжнародний день сім'ї, який відзначається щороку 15 травня. На думку Генерального секретаря ООН Кофі Аннана, коли зневажаються основні права однієї сім'ї — єдність всієї людської сім'ї, членами якої вони є, перебуває під загрозою.

## Призначення
Сім'я як основний елемент суспільства була і залишається берегинею людських цінностей, культури та історичної спадкоємності поколінь, чинником стабільності і розвитку. Завдяки сім'ї міцніє і розвивається держава, зростає добробут народу.
У всі часи за відношенням держави, а також за становищем родини в суспільстві судили про розвиток країни. Це тому, що щасливий союз сім'ї та держави — необхідна запорука процвітання і добробуту її громадян.
З сім'ї починається життя людини, тут відбувається формування її як громадянина. Вона є джерелом любові, поваги, солідарності та прихильності, то, на чому будується будь-яке цивілізоване суспільство, без чого не може існувати людина.

## Святкування
Щороку день сім'ї присвячений певній тематиці:
- 2024 рік — «Сім'я та зміна клімату»,
- 2023 рік — «Демографічні тенденції в сім'ї»,
- 2022 рік — «Сім'я та Урбанізація»,
- 2021 рік — «Сім'я та Нові технології»,
- 2020 рік — «Сім'я в розвитку: Копенгаген та Пекін + 25»,
- 2019 рік — «Сім'я та дії щодо клімату: Зосередження на ЦСР 13»,
- 2018 рік — «Сім'я, та інклюзивні спільноти»,
- 2017 рік — «Сім'ї, освіта і добробут»,
- 2016 рік — «Сім'я, здоровий спосіб життя і стійке майбутнє»,
- 2015 рік — «Чоловіки відповідальні? Гендерна рівність і права дітей в сучасних родинах»,
- 2014 рік — «Значення родини для досягнення цілей розвитку: Міжнародний день сім'ї +20»,
- 2013 рік — «Розвиток соціальної інтеграції й солідарності поколінь»,
- 2012 рік — «Досягти рівноваги між роботою і сім'єю»,
- 2011 рік — «Боротьба з бідністю у сім'ях та соціальним відчуженням»,
- 2010 рік — «Вплив міграції на родини в усьому світі»,
- 2009 рік — «Матері та сім'ї: виклики у світі, який змінюється»,
- 2008 рік — «Батьки і сім'ї: обов'язки та виклики»,
- 2007 рік — «Родини та інваліди»,
- 2006 рік — «Сім'ї, що змінюються: виклики та можливості»,
- 2005 рік — «Вплив ВІЛ та СНІДу на добробут родини».

У 2010 році відзначення Міжнародного дня сім'ї присвячене впливу міграції на сім'ї у всьому світі. З нагоди Міжнародного дня сім'ї Генеральний секретар ООН Пан Гі Мун наголосив, що зростання соціальної та економічної нерівності негативно позначається на добробуті людей і вимушує їх залишати свої домівки в пошуках кращої долі. Зубожіння, безробіття, політичні та збройні конфлікти, порушення прав людини змусили виїхати велику кількість людей.

## В Україні
28 липня 2023 в Україні встановлено День сім'ї, який відзначатиметься щорічно 15 травня — у Міжнародний день сім'ї.